# Guerlain

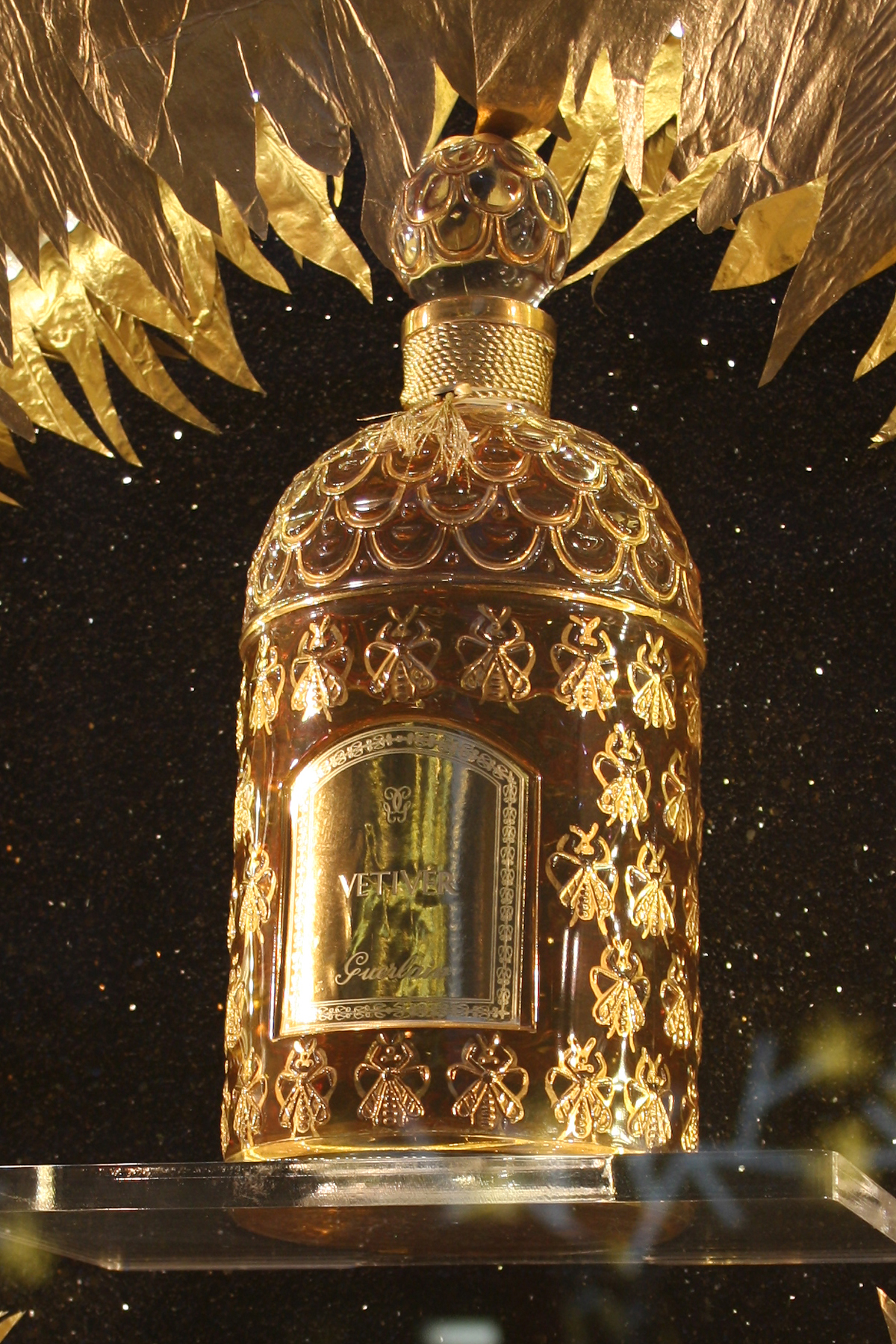
Goudkleurig "bijenflesje" Vetiver van Guerlain

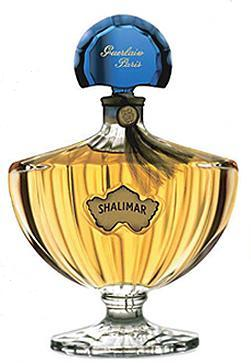
Flacon Shalimar van Guerlain

Guerlain is een Frans parfumhuis, opgericht in 1828 en gevestigd in Parijs. Naast parfums verkoopt het ook make-up en producten voor huidverzorging.

## Geschiedenis
Sedert de oprichting door Pierre-François-Pascal Guerlain heeft het bedrijf meer dan 1.100 geuren op de markt gebracht. Guerlain maakte naam met zijn Eau de Cologne Impériale (1853), die hij creëerde voor het huwelijk van keizerin Eugénie en Napoleon III. Mitsouko (1919) was het favoriete parfum van Charlie Chaplin, en Shalimar uit 1925 dat van  Rita Hayworth. Shalimar, geïnspireerd door de (liefdes)geschiedenis van grootmogol Shah Jahan en Mumtaz Mahal, is een klassiek parfum dat nog steeds geproduceerd wordt. Onder meer Brigitte Bardot en Bianca Jagger droegen het. Shalimar is de naam van tuinen die de mogols lieten aanleggen.
Guerlain werd in 1994 onderdeel van de groep LVMH. In 2017 opende Guerlain voor het eerst een eigen parfumboetiek buiten Frankrijk, aan de Louizalaan in Brussel.

## Parfumeurs
De parfumeurs ("neuzen") van Guerlain tot en met 2017 zijn:
- de stichter (1828), Pierre-François-Pascal Guerlain (1798-1864) (die hofleverancier werd van de keizerin Eugénie, voor wie hij exclusief Eau de Cologne Impériale creëerde)
- zijn oudste zoon Aimé Guerlain (1834-1910) (ontwerper van Jicky, 1889)
- zijn jongste zoon Gabriel Guerlain (1841-1933)
- diens oudste zoon Jacques Guerlain (1872-1961). Hij creëerde onder meer het parfum L'Heure Bleue in 1912, Mitsouko in 1919 en Shalimar in 1925
- Jacques Guerlain (1874-1963), jongste zoon van Gabriel en broer van Jacques
- Jean-Jacques Guerlain (1906-1997), diens zoon
- diens zoon Jean-Paul Guerlain (1937), die tussen 1959 en 2002 een dertigtal parfums creëerde
- Thierry Wasser, de eerste neus die niet tot de familie behoort, sedert 2008. Wasser creëerde onder meer een nieuwe samenstelling voor Shalimar, die gelanceerd werd met een promotiecampagne met model Natalja Vodjanova.